# 楠原祖一郎
楠原 祖一郎（くすはら そいちろう、1896年〈明治29年〉‐1971年〈昭和46年?〉）は、日本の新聞記者、社会学者。

## 略歴
三重県出身。寺（浄土真宗西本願寺派）の3男として出生。
帝國通信社の新聞記者、社会学者として大正から昭和にかけて国内外の公衆衛生や社会思想対策、労働事情などの調査に携わった。関西労働事情研究所幹事を務め、のちに楠原労働研究所（京都市左京区浄土寺　昭和46年ごろ閉所）を所長として立ち上げ調査結果を出版した。
ドイツ・イタリアの住宅政策の現地調査、社会運動、宗教、満州植民地政策、226事件、関東大震災、鉱山や工場の労働管理（勤務・保健・教育・住居・娯楽）、少年・女性労働者など多岐にわたる調査報告等は現在は主に国会図書館のデジタルコレクションにおさめられている。
『社会事業研究』大阪府厚生事業協会、『融和事業研究』中央融和事業協会、『社会事業』中央社會事業協會社會事業研究所、『公衆衛生』日本衛生会、『現代仏教』大雄閣、『統計集誌』東京統計協会、『工政』工政会、『都市創作』都市創作會、『帝国教育』帝国教育会、『都人』都人社、『満蒙』満蒙社、『都市公論』都市研究会、『児童研究』日本児童学会、『帝国教育』帝国教育会、『建築と社会』日本建築協会、『住宅』日本住宅協会、『犯罪学研究』新光閣、『統計局研究彙報』総務省統計局・統計研修所、『医事衛生』日本医事衛生通信社、『経済時報』大阪商大経済研究所、『刑政』矯正協会などの雑誌に寄稿した。
本人の死後、著作は京都市内の大学図書館へ寄贈された。のちに国会図書館に納められ、現在では内容に触れることが容易になり、2000年前後より資料として再発見されたと考えられる。

## 主な著作
博士論文（1995-2015）に引用されたもの
- 「道路と住宅、都市問題の一考察(二)」『建築と社会』(1926)
- 「京都市とその田園計画に就て(前編)」『都市創作』4巻5号、23～24頁（1928）
- 「職業の補導に関する考察」『社会事業研究第13巻第3号』　9～15頁（大正12年3月）
- 「密集住宅問題の研究」『建築雑誌12』（1926）
- 「日本に於ける住宅問題の研究」『建築世界』010203（1926）